# イトクズモ属
イトクズモ属（-ぞく、学名：Zannichellia）は、ヒルムシロ科の水生植物である。水中で受粉も行い、生活環は完全に水中生活に適応している。イトクズモ属は糸のような葉と小さな花を付ける。
日本にはイトクズモ (Zannichellia palustris) が分布する。